# Snaha Brno
Snaha, obuvnické družstvo v Brně bylo založeno v roce 1920 s cílem sdružovat brněnské ševce, aby tak mohli společně konkurovat větším a rostoucí podnikům (především firmě Baťa). Výroba obuvi se od počátku až do roku 1950 zaměřovala na obuv pro vojáky, četníky, silničáře apod. V 50. letech se pak družstvo začalo specializovat na sériovou výrobu dámské obuvi, což se mu dařilo, až do konce fungování družstva na přelomu tisíciletí, družstvo Snaha postupně zaniklo v letech 1999 - 2000. Kromě dámské produkce se současně pracovalo na zakázkové obuvi pro individuální zákazníky a obuvi k divadelním a filmovým kostýmům.

## Historie družstva
V únoru 1920 založilo družstvo SNAHA 15 brněnských ševců, aby si vypomohli v těžké době po první světové válce. Společně mohli snadněji čelit konkurenci větších výrobních podniků, zřizovat a vybavovat společné dílny a prodávat výrobky.
Prvních 30 let družstvo řešilo téměř neustálý nedostatek peněz i práce. Díky kvalitě vyrobené obuvi pro státní, zemské a městské podniky se však družstvo postupně prosazovalo. Pro tyto podniky družstvo vyrábělo obuv pro vojáky a četníky, správu silnic, zaměstnance města Brna, dopravní podnik a další. V minimálním množství se k této sériové obuvi vyráběla i dámská, pánská a dětská obuv na zakázku. Během druhé světové války řešilo družstvo hlavně nedostatek materiálu, a tak se zaměřilo na opravy obuvi. Po osvobození začaly k opravám obuvi přicházet první větší zakázky např. pro pohraniční stráž nebo hasiče.
Od konce roku 1950 je SNAHA Krajským družstvem obuvníků a má téměř 500 zaměstnanců. Ty získala částečně díky cílenému přesvědčování soukromých živnostníků do družstevního podnikání. Nově získání obuvníci však byli roztříštěni po celém kraji a navíc neměli žádné zkušenosti s fungováním družstva. Největší úsilí bylo věnováno vytvoření nové organizace výroby, zavedení účetní evidence, zajištění materiálu a samotné výroby. S rozvojem družstva v 50. letech také souvisela zásadní změna v orientaci výroby. Ta se začala zaměřovat výhradně na maloodběratele. Výroba se vymezila na sériovou výrobu dámské obuvi, a tak to zůstalo až do konce fungování družstva. Současně však fungovala i výroba zakázkové obuvi, která se na dámskou obuv neomezovala.
V roce 1967 bylo povoleno družstevním podnikům budovat vlastní prodejny, a tak se SNAHA zaměřila na rozvoj vlastní prodejní sítě. Chuť zlepšovat se a zvyšovat výrobní možnosti byla v družstvu SNAHA po celou dobu její existence. V 70. letech se toto úsilí projevilo výrazně v rámci tzv. zlepšovatelského hnutí. To se snažilo nejen zvyšovat výkony družstva, ale i řešit jeho problémy. Rozvoj družstva mělo podporovat i soutěžení v Brigádách socialistické práce. Snaha měla po Brně i několik podnikových prodejen obuvi například na náměstí Svobody v domě U čtyř mamlasů, na ulici Cejl, na Lidické ulici a na Pekařské ulici, prodejny byly zrušeny se zánikem družstva Snaha Brno na přelomu tisíciletí.

## Sídlo družstva
Družstvo SNAHA začínalo výrobu v pronajatých místnostech na Francouzské ulici č. 78. Od roku 1925 potom působilo na Příční ulici 21.
V roce 1951 se Snaha přestěhovala do výrobních prostor na Lidické 59, do kterých se přesunuly dílny z Příční ulice i některé dílničky soukromých brněnských živnostníků. Zde již dostala výroba průmyslový charakter při zavedení mechanizace, jako bylo např. strojní napínání svršku obuvi.
Strojní vybavení bylo prostorově náročné, a tak v roce 1954 kupuje družstvo celý objekt na Lidické 59. V roce 1965 se zbourala původní stavba a začalo se s výstavbou nové šestipatrové provozně-správní budovy. Zde byla vybudována reprezentační prodejna, správkárna, modelárna, vzorková síň výstavních kolekcí, ordinace lékařů a další. Ještě v 60. letech však tato budova přestala rozvíjejícímu se družstvu stačit a bylo rozhodnuto přistavit v těsné blízkosti na Lidické 63 novou budovu. Tato stavba začala v roce 1974 a jednalo se o dvě samostatné budovy spojené spojovací chodbou v prvním patře. Hlavní pětipodlažní objekt byl namířen do Lidické ulice. V přízemí byla vrátnice, šatny a umývárny. V patrech byly zřízeny výrobní dílny. Druhý objekt směřovaný do Burešovy ulice byla jednopatrová podsklepená budova v níž byly sklady materiálů, hotových výrobků, trafostanice, závodní jídelna a zdravotní středisko s ordinacemi zubního, praktického a gynekologického lékaře.

Interiéry opuštěné budovy družstva v roce 2008
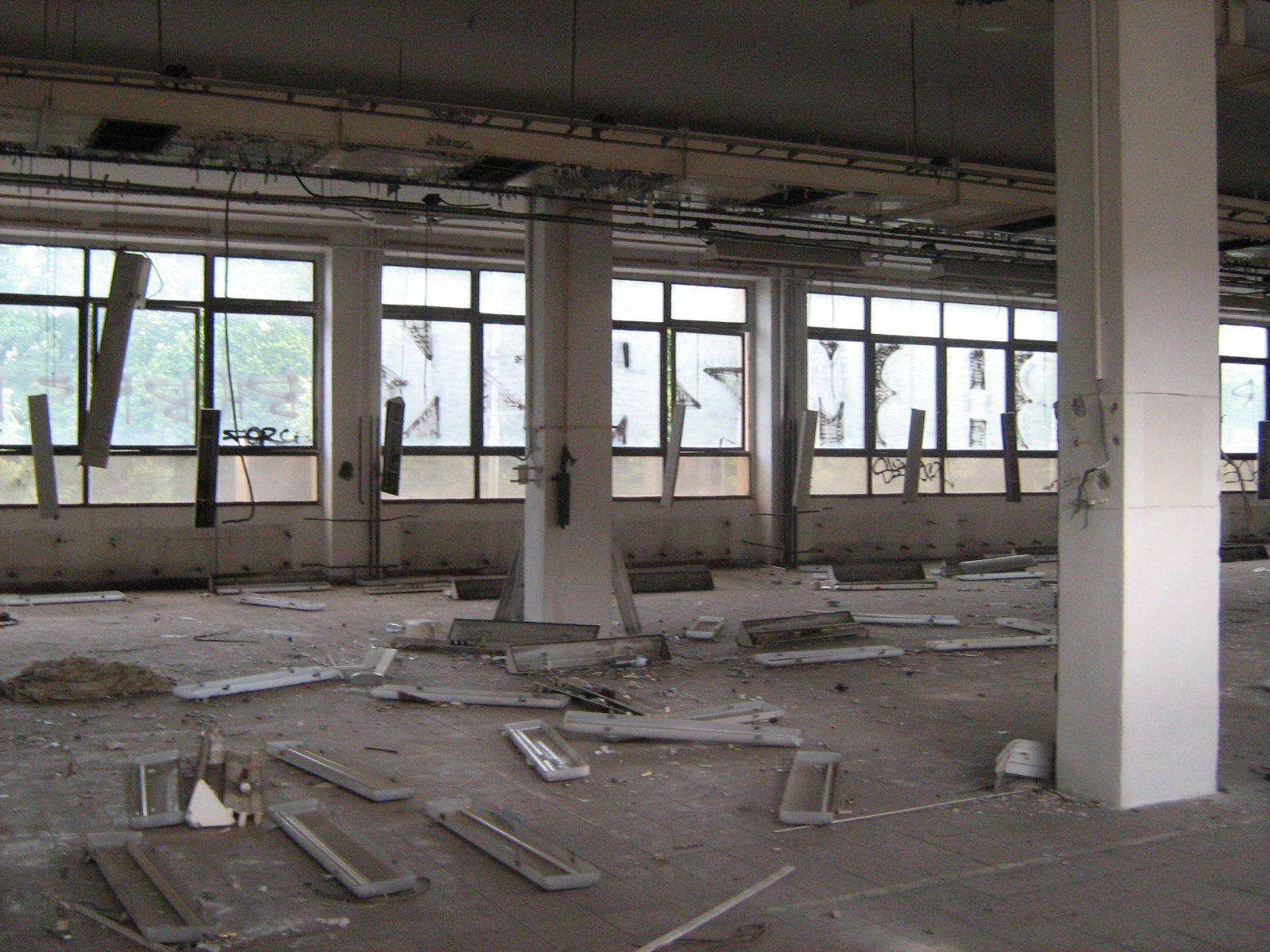
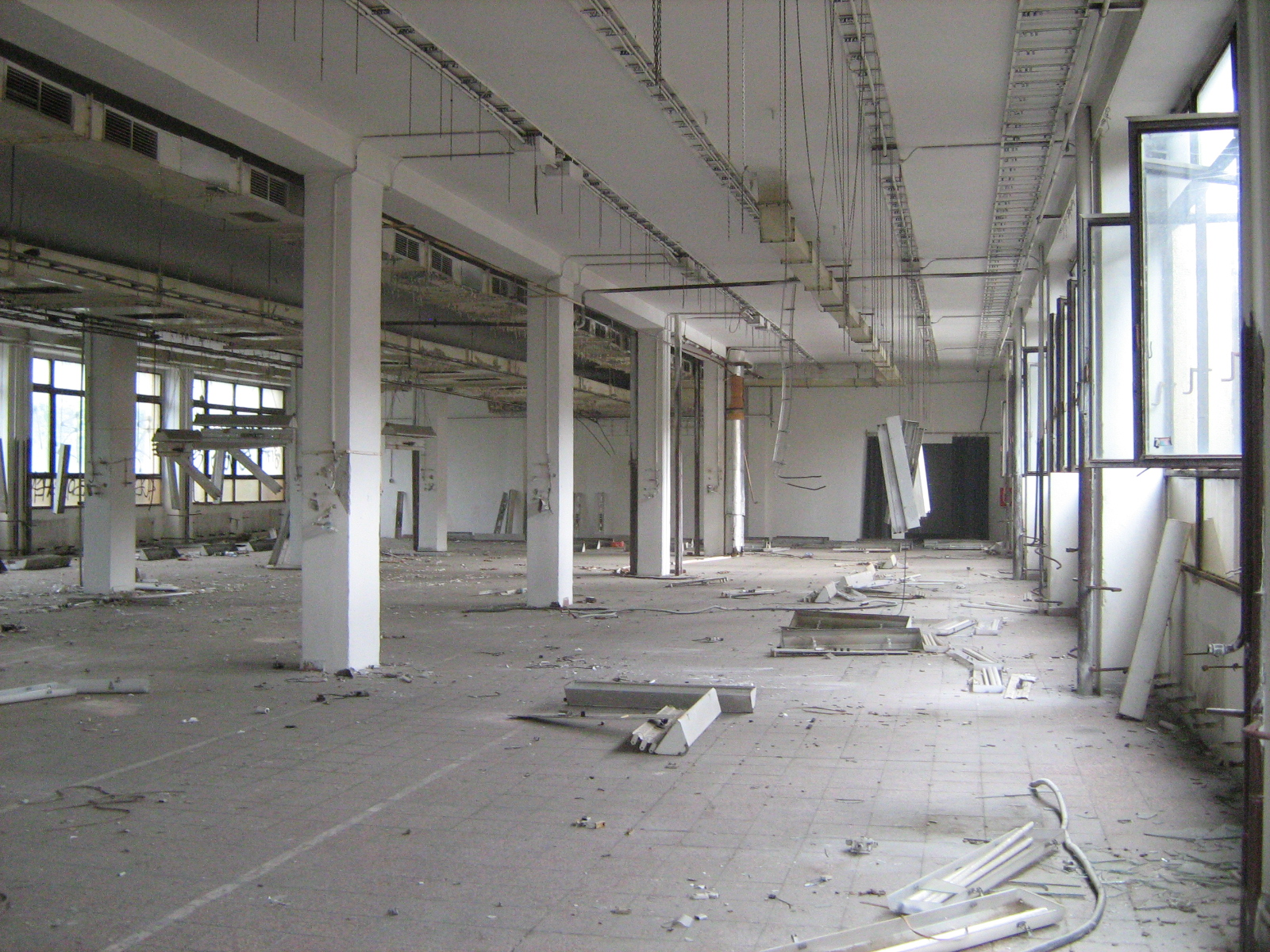
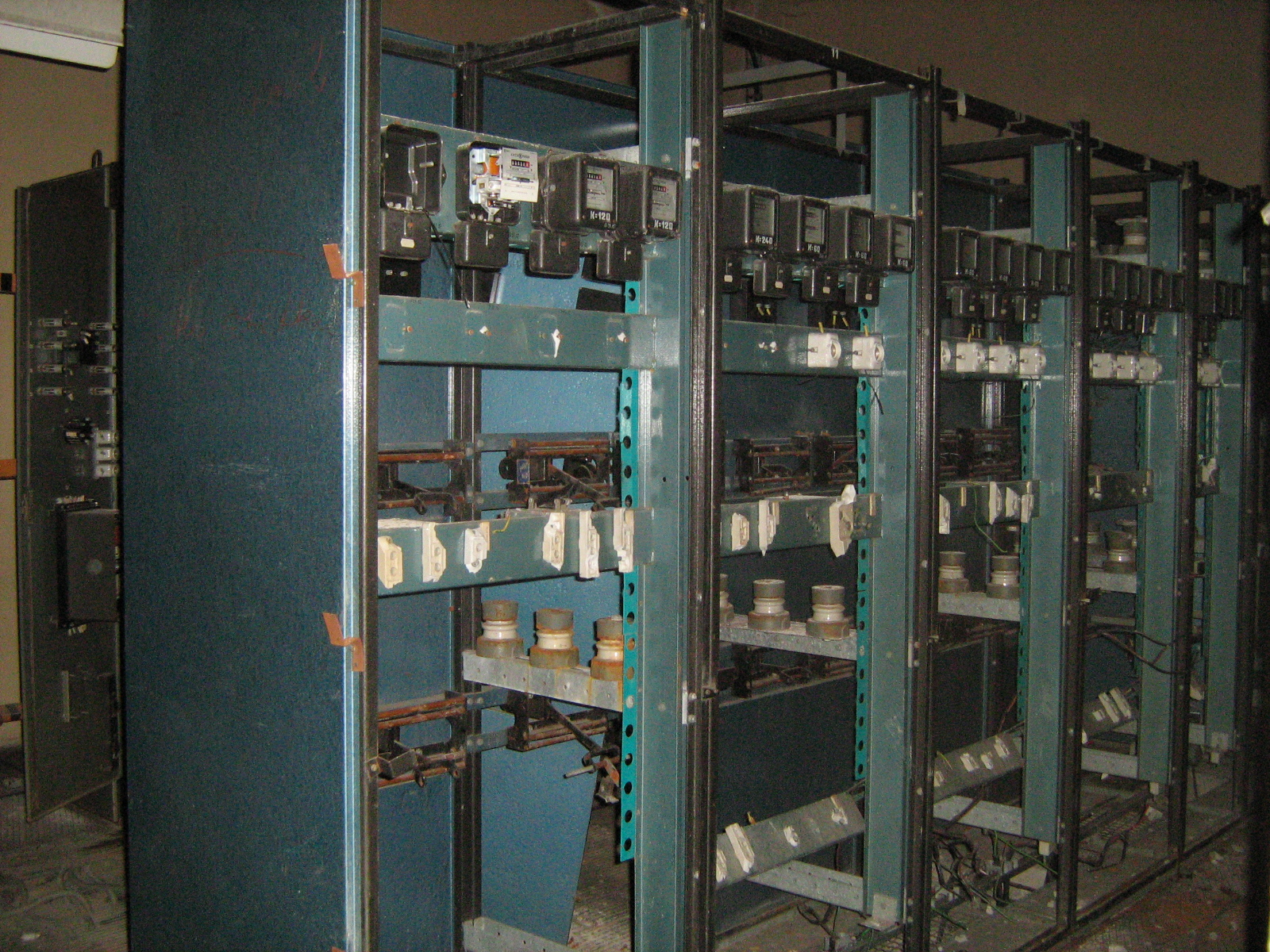
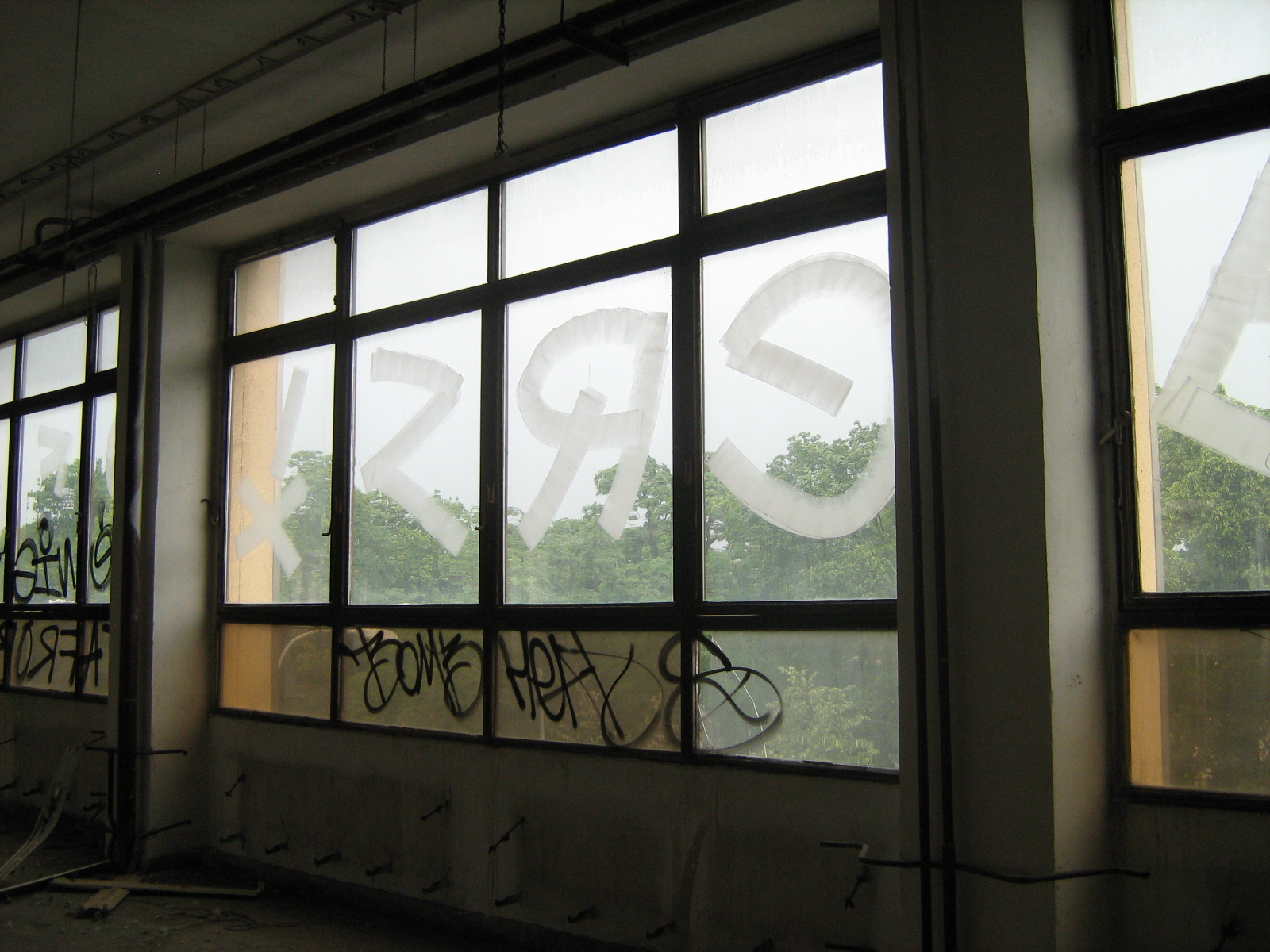
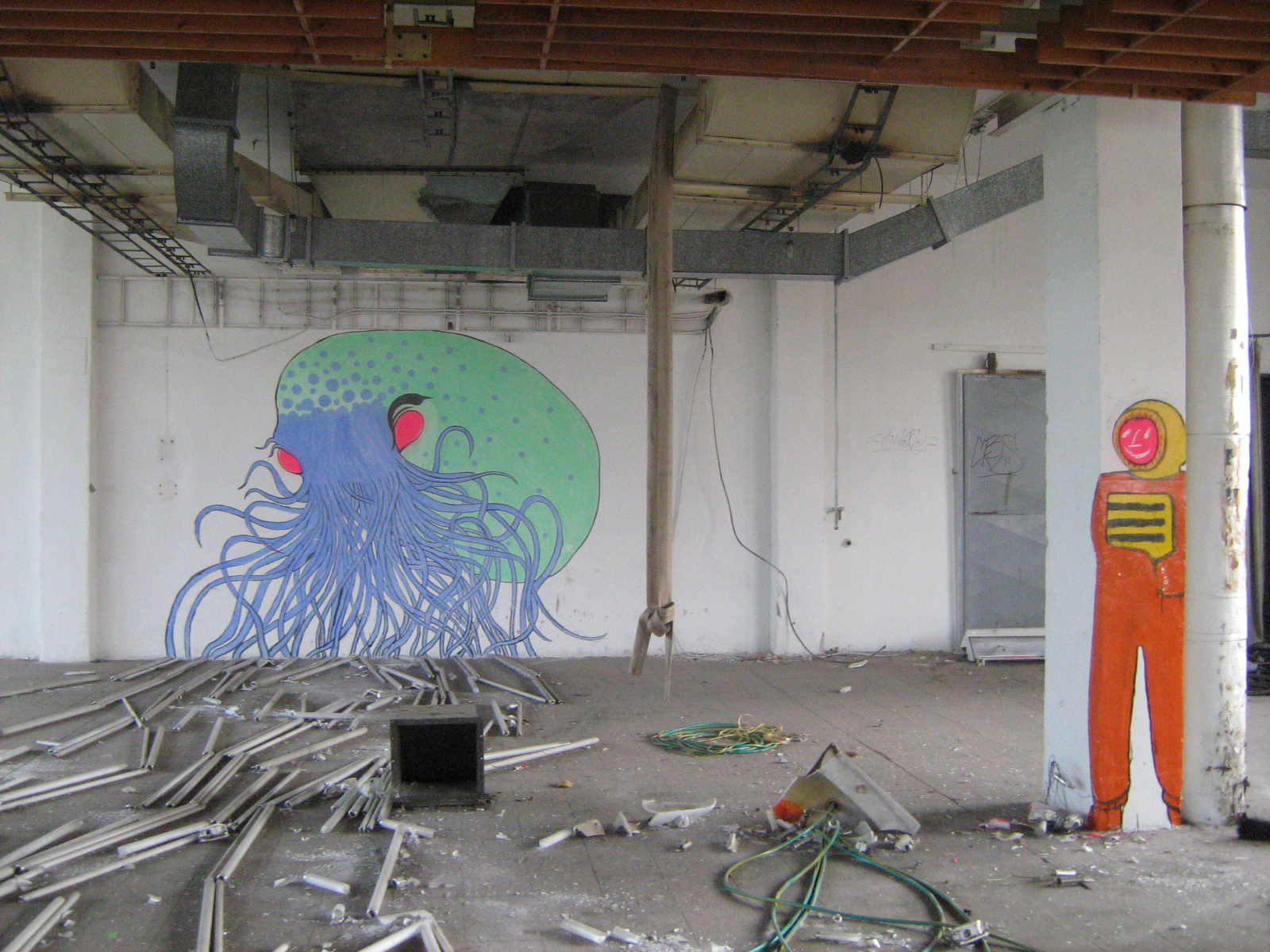
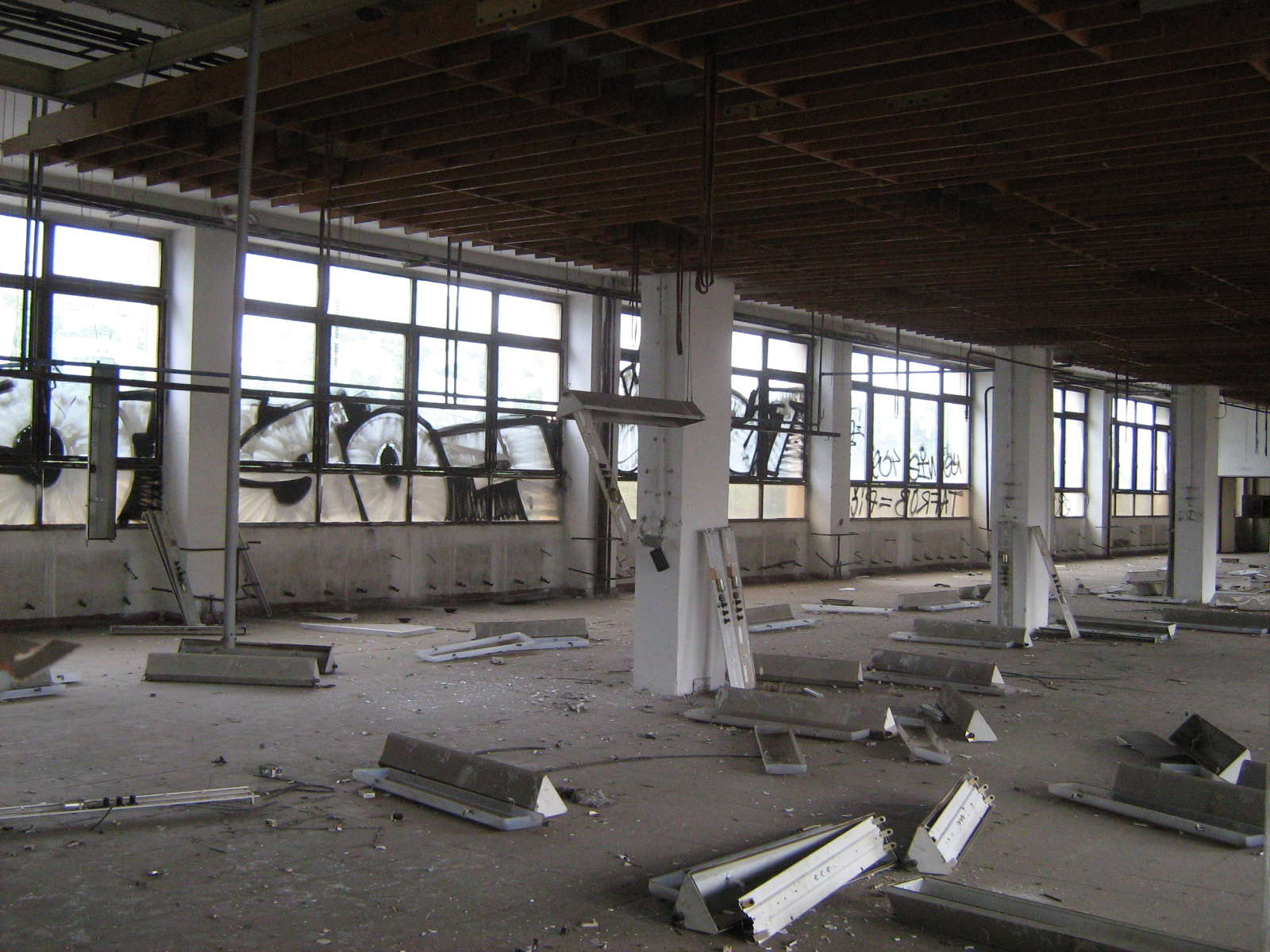
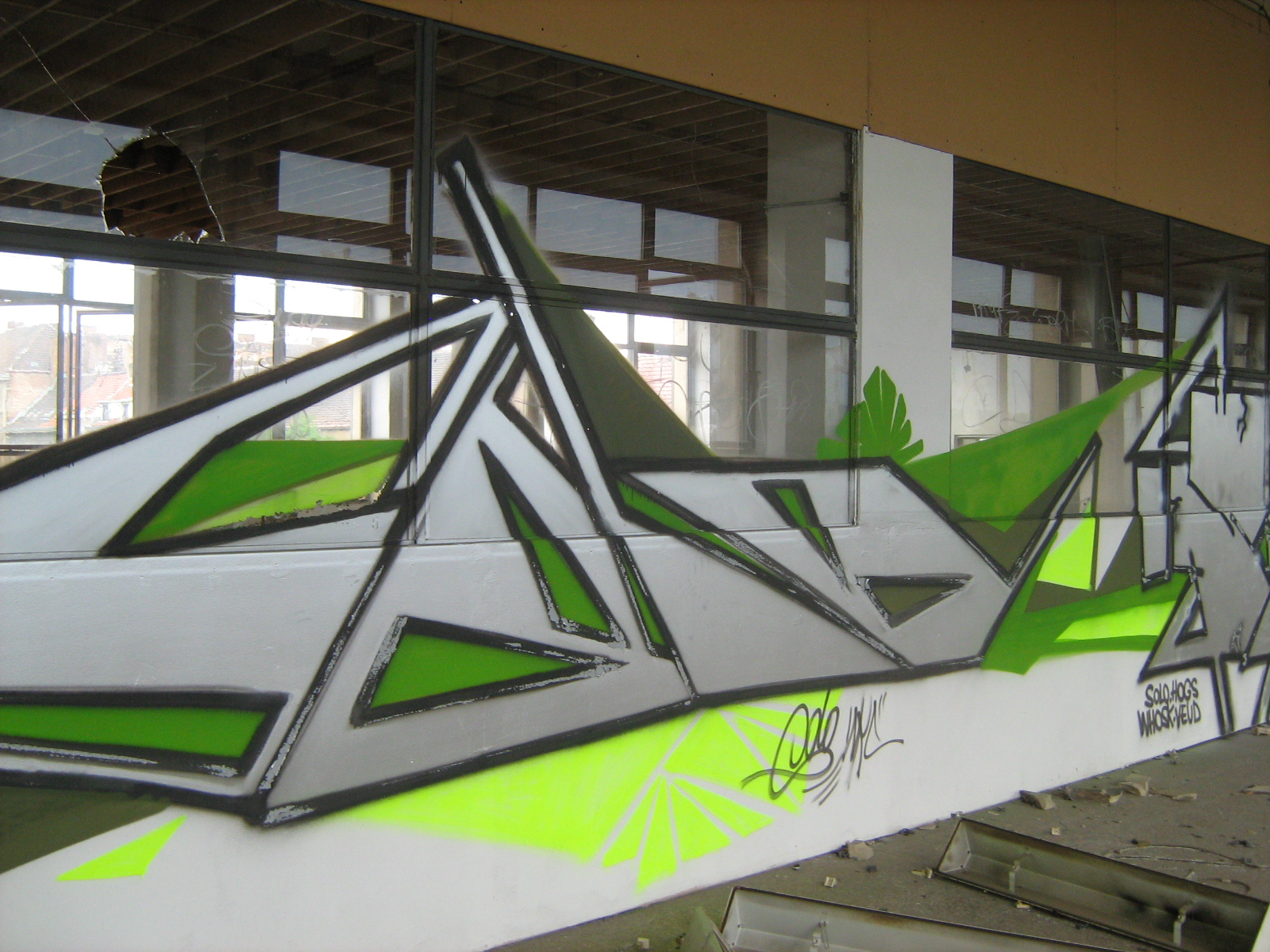